# Кунстхалле Детройта
Кунстхалле Детройта (англ. Kunsthalle Detroit, также называется Museum of Light and Multimedia Art) — некоммерческое художественное учреждение (художественный музей) 501(c)(3) в Детройте, штат Мичиган, которое сосредоточено на современном изобразительном искусстве, использующем световое искусство.

## История и деятельность
Кунстхалле был основан в 2009 году в Детройте Тейтом Остеном (англ. Tate Osten), который заявил, что он выбрал световое искусство, так как оно лучше всего показывает, как XXI век прогрессировал с технологиями.
Художник Тим Уайт-Собески придумал необычное для США название художественного учреждения — кунстхалле, чаще используемое в немецкоговорящих странах Европы. Компания NewNowNext описала Кунстхалле Детройта как «один из немногих в своём роде в мире» («one of only a few of its kind in the world»). Учредители также предложили план проведения в музее световой биеннале под названием «Luminale Detroit», который в конечном итоге сократился до выставок лёгких работ под названием «Delectricity».
Кунстхалле Детройта финансируется из частных источников. Первоначально музей располагался в здании на улице Grand River Avenue, ранее принадлежавшем банку Detroit First Savings Bank. Зданию был нанесён значительный ущерб зимой 2014 года (была рекордная самая холодная зима за последние 100 лет в истории Детройта), и оно было продано частному лицу в 2015 году. 15 апреля 2019 года кунстхалле было снова открыто на новом месте — бульваре 211 Arden Park Blvd в здании Hans Gehrke House.
Художественный музей имеет небольшую собственную коллекцию и проводит выставки, как персональные, так и тематические, в их числе «Time and Place» (2011, первая музейная выставка), «Light Fiction» (2012), «Citydrift» (2013) и «I See You» (2014). В кунстхалле были показаны работы Билла Виолы, Джоан Джонас, Уильяма Кентриджа, Андж Леккиа, Марианы Василевой, Себастьяна Диаса Моралеса, Саскии Олд Вулберс, Джеспера Джаста, Ханса Оп де Бека и других художников.